# Droit d'auteur au Burkina Faso
Le droit d'auteur au Burkina Faso est l'ensemble des droits exclusifs dont dispose un auteur sur les œuvres de l'esprit au Burkina Faso. Il tire ses sources principalement des articles 15 et 28 de la constitution du 2 juin 1991 en vigueur au Burkina Faso.

## Droit d'auteur
La notion de droit d'auteur renvoie à celle plus générale du droit de propriété intellectuelle. C'est un droit de propriété incorporelle qui régit la catégorie des biens immatériels plus précisément les biens issus de l'intellect appelés œuvres ou créations de l'esprit.

### Droits accordés
Le droit moral est un droit extra-patrimonial qui relève de la catégorie des droits dits « droits de la personnalité » comme le droit à l'image ou le droit au nom. Il est transmissible après la mort de l'auteur à ses héritiers, ou à un tiers en vertu de dispositions contenues dans le testament de ce dernier. Au Burkina Faso, le respect du droit moral des auteurs est une disposition d'ordre public donc doit être respecté quel que soit l'environnement international. L'auteur jouit donc sur son œuvre un droit moral dont les prérogatives sont le droit de divulguer son œuvre, le droit de revendiquer la paternité de son œuvre, le droit au respect de son œuvre et le droit de retrait ou de repentir.
Les droits patrimoniaux sont l'ensemble des prérogatives pécuniaires de l'auteur sur son œuvre. Ce sont des droits économiques dont l'exploitation peut générer des revenus au profit de l'auteur ou au bénéfice de ses ayants droit. Les droits patrimoniaux sont accordés pour une durée de 70 ans après la mort de l'auteur en droits burkinabè.

### Exceptions au droit d'auteur
Lorsque l'œuvre est licitement divulguée, l'auteur ne peut interdire : 
- Les représentations privées et gratuites effectuées exclusivement das un cercle de famille[4];
- L’usage à des fins d’enseignement : l’utilisation d’œuvres à des fins pédagogiques est permise sous certaines conditions ;
- Les copies ou reproductions strictement réservés à l'usage privé du copiste et non destiné à l'utilisation collective ;
- L'importation d'un exemplaire d'une œuvre par une personne physique à des fins personnelles ;
- La reproduction temporaire : dans le cadre d’un processus technologique, une reproduction temporaire est autorisée si elle n’a pas de valeur économique propre ;
- Les citations : de courts extraits d’œuvres peuvent être cités, à condition d’en indiquer la source ;
- La reproduction d’œuvres d’art dans un but d’information, dans le cadre de reportages d’actualité par exemple ;
- La parodie, le pastiche et la caricature compte tenu des lois du genre[5].

## Droits voisins au droit d'auteur
Les droits voisins sont des droits conférés aux artistes interprètes ou exécutants, aux producteurs de phonogramme, vidéogrammes et aux organismes de radiodiffusion, en vue de protéger leurs intérêts, en relation avec leurs activités liées à l'usage public d'œuvres d'auteurs, à tous les types de prestations artistiques ou à la transmission publique d'événements, d'informations et de sons ou d'images. Les droits voisins comprennent les droits des artistes interprètes ou exécutants, des producteurs de phonogrammes et de vidéogrammes ainsi que ceux des organismes de radiodiffusion. Les droits voisins ne portent pas atteinte aux droits des auteurs.
La durée de protection est de 50 ans à compter de l’année suivant celle de la fixation, de l’exécution ou de la première diffusion.

## Conventions internationales
Le Burkina Faso est signataire de plusieurs conventions internationales en matière de droit d’auteur, notamment :
- La convention de Berne pour la protection des œuvres littéraires et artistiques (1886)[8];

- La convention universelle sur le droit d’auteur (1963)[9];

- L’accord de Bangui instituant l’Organisation Africaine de la Propriété Intellectuelle (OAPI) (1977)[10],[11];

- Le traité de l’OMPI sur le droit d’auteur (WCT) (1996)[12];
- Les conventions de représentations réciproques avec la SACEM, en France, afin de perçevoir les droits au profit de ses membres[13].